# Andriej Sidorienko
Andriej Michajłowicz Sidorienko (ros.: Андрей Михайлович Сидоренко; biał. Андрэй Міхайлавіч Сідарэнка, Andrej Michajławicz Sidarenka; ur. 22 lipca 1959 w Czekarbule, obwód czelabiński) – radziecki i rosyjski hokeista. Trener hokejowy z obywatelstwem białoruskim.
Ma żonę Jekatierinę i dwoje dzieci Maksima (ur. 1981), który także był hokeistą w klubie Legion Mińsk, a obecnie jest sędzią hokejowym oraz córkę Olesię (ur. 1988).

## Kariera zawodnicza
- Mietałłurg Czelabińsk (1977-1978)
- Traktor Czelabińsk (1978-1981)
- Dinamo Mińsk (1981-1982)
- Dinamo Moskwa (1982-1983)
- Traktor Czelabińsk (1983-1987)
- Mietałłurg Czerepowiec (1987–1988)
- Dinamo Mińsk (1988-1990)
- Progriess-SZwSM Grodno (1989-1990)
- Mietałłurg Magnitogorsk (1990-1991)
- Chimik Woskriesiensk (1991-1993)
- Iżstal Iżewsk

Urodził się w Czekarbule. Wychowanek klubu hokejowego w Czelabińsku. Grał w ligach radzieckich. Wraz z reprezentacją ZSRR do lat 20 wystąpił na mistrzostwach świata juniorów do lat 20 w 1979 zdobywając złoty medal. Karierę zawodniczą zakończył w wieku 31 lat wskutek kontuzji kręgosłupa.
Został absolwentem Instytutu Wychowania Fizycznego w Czelabińsku.

## Kariera trenerska
- Chimik Nowopołock (pocz. lat 90.)
- Dynama Mińsk (pocz. lat 90., 1992/1993)
- Tiwali Mińsk (1993–1996)
- Reprezentacja Białorusi (1993–1996)
- Reprezentacja Białorusi do lat 20 (1995–1996)
- Unia Oświęcim (1996–2000)
- Spartak Moskwa (1999/2000)
- Mietałłurg Nowokuźnieck (2000–2002)
- Chimik Nowopołock (2003–2004)
- Unia Oświęcim (2004–2005)
- Reprezentacja Polski (2004–2005)
- Amur Chabarowsk (2005–2006)
- Dynama Mińsk (2007–2008)
- HK Dmitrow (2008–2009)
- Dizel Penza (2009-2010)
- Traktor Czelabińsk (2010)
- Spartak Moskwa (2011–2012)
- Dizel Penza (2013–2015)
- HK Homel (2015–2017)
- Dizel Penza (2017-2018)
- Dynama Mińsk (2018-)
- Reprezentacja Białorusi (2018-2019)
- HK Nioman Grodno (2020-2021)
- GKS Tychy (2021-)

Po zakończeniu kariery zawodniczej został trenerem. Na początku kariery szkoleniowej pracował na Białorusi – prowadził kluby Chimik-SKA Nowopołock oraz Dynama Mińsk. Następnie od 1992 prowadził drużynę Tiwali Mińsk i jednocześnie został zaangażowany jako selekcjoner reprezentacji Białorusi, którą prowadził w latach 1993–1996. Ze stanowiska odszedł w wyniku perturbacji. Przyjął obywatelstwo Białorusi.
Pierwsze sukcesy szkoleniowe odnosił w Polsce. W 1996 objął stanowisko trenera Unii Oświęcim w lidze polskiej, którą prowadził przez cztery sezony do 2000. W tym czasie zdobył z Unią trzy razy Mistrzostwo Polski (1998, 1999, 2000) i raz wicemistrzostwo (1997). W 2000 został trenerem Mietałłurga Nowokuźnieck, następnie trenował ponownie Chimik-SKA Nowopołock.
Do 2004 był po raz drugi trenerem Chimika Nowopołock, a jego następcą został Władimir Katajew. W połowie 2004 wrócił do Polski i został ponownie trenerem Unii Oświęcim, a jednocześnie objął stanowisko selekcjonera reprezentacji Polski (jego asystentem był Andrzej Słowakiewicz). W 2005 wywalczył z Unią drugi raz srebrny medal Mistrzostw Polski oraz prowadził Polaków podczas Mistrzostw Świata 2005.
W połowie 2005 wyjechał z Polski kończąc pracę z Unią i reprezentacją. Został trenerem klubu Amur Chabarowsk na rosyjskim dalekim wschodzie (którego działacze początkowo zgodzili się, aby jednocześnie był selekcjonerem kadry Polski, co jednak nie doszło do skutku). W 2006 prowadzony przez niego Amur zwyciężył w rosyjskiej drugiej klasie rozgrywkowej, Wysszaja Liga i awansował do Superligi. Sidorienko zakończył pracę w Chabarowsku na początku nowego sezonu 2006/2007 w październiku 2006.
Od lipca 2007 do kwietnia 2008 roku w sezonie 2007/2008 Sidorienko prowadził ponownie Dynama Mińsk w ekstralidze białoruskiej, z którym zajął 3. miejsce w sezonie regularnym. W fazie play-off dotarł do półfinału, gdzie jego zespół nie sprostał klubowi Junost Mińsk.
Od 21 kwietnia do 8 października 2010 był pierwszym trenerem swojego macierzystego klubu Traktor Czelabińsk, występującego w elitarnych rozgrywkach Kontinientalnaja Chokkiejnaja Liga. 7 grudnia 2011 został szkoleniowcem w innym klubie ligi KHL, pogrążonej wówczas w kryzysie drużyny Spartak Moskwa. Na stanowisku trenera zastąpił słowackiego szkoleniowca Františka Hossę. Ostatecznie w sezonie KHL (2011/2012) nie zdołał jednak awansować z drużyną do fazy play-off (Spartak zajął 9. miejsce w Konferencji Zachód – awansowało osiem drużyn). 31 października 2012 roku został zwolniony z funkcji trenera Spartaka, a jego miejsce zajął Fiodor Kanariejkin. Zespół prowadzony przez Sidorienkę na początku sezonu KHL (2012/2013) uzyskał 23 punkty w 22 meczach, co okazało się niewystarczającym osiągnięciem. Od tego czasu pełni w klubie funkcję skauta.
Od 2013 do 2015 był trenerem zespołu Dizelu Penza w rozgrywkach Wysszaja Chokkiejnaja Liga. Od lipca 2015 trener białoruskiego HK Homel. W maju 2017 został ponownie trenerem Dizelu. W listopadzie 2018 został ogłoszony trenerem Dynama Mińsk oraz reprezentacji Białorusi. Podczas turnieju MŚ 2019 poprowadził Białoruś do awansu do Elity.
Pod koniec października 2020 został głównym trenerem Niomana Grodno. 28 grudnia 2021 został ogłoszonym głównym trenerem GKS Tychy, a posadę ma objąć od początku stycznia 2021.
W trakcie kariery określany pseudonimami Car, Sidor.

## Sukcesy
Zawodnicze
- Złoty medal mistrzostw świata juniorów do lat 20: 1979 z ZSRR
- Brązowy medal mistrzostw ZSRR: 1983 z Dinamem Moskwa

Szkoleniowe
- Złoty medal mistrzostw Białorusi: 1993, 1994, 1995 z Tiwali Mińsk
- Złoty medal mistrzostw Polski: 1998, 1999, 2000 z Unią Oświęcim
- Srebrny medal mistrzostw Polski: 1997, 2005 z Unią Oświęcim, 2023 z GKS Tychy
- Awans do Superligi: 2006 z Amurem Chabarowsk
- Brązowy medal mistrzostw Białorusi: 2016, 2017 z HK Homel
- Awans do MŚ Elity: 2019 z Białorusią
- Puchar Polski: 2022 z GKS Tychy

Wyróżnienia
- Mistrz Sportu ZSRR
- Zasłużony Trener Republiki Białorusi